# Calli Cox

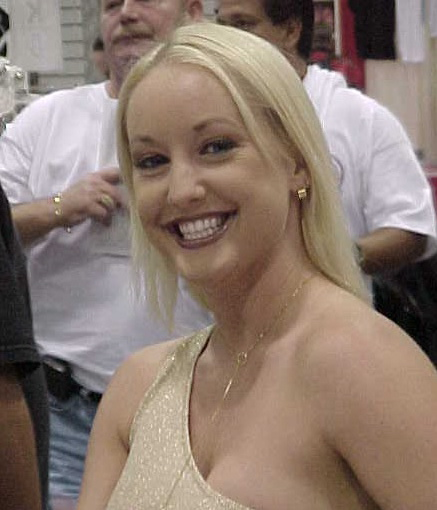
Calli Cox

Calli Cox (Illinois, 26 de fevereiro de 1977) é uma ex-atriz pornográfica norte-americana de ascendência européia.

## Biografia
Começou sua carreira de atriz em 2001 e fez até o final de 2005 por volta de 150 filmes. A sua profissão de origem é professora escolar.

## Prêmios e indicações
- 2002: Adult Stars Magazine – Best Newcomer — venceu[2]
- 2002: AVN Award – Best New Starlet — indicada[4]
- 2002: AVN Award – Best Group Sex Scene (Video) – Service Animals 2 — indicada[4]
- 2002: AVN Award – Best Group Sex Scene (Video) – X-Rated Auditions 3 — indicada[4]
- 2003: AVN Award – Female Performer of the Year — indicada[5]
- 2003: AVN Award – Best Sex Scene Coupling (Video) – Shane's World 30 — indicada[5]